# Люк, Ханс-Йоахим
Ханс-Йоахим Люк (нем. Hans-Joachim Lück; род. 22 июня 1953, Штральзунд, Росток) — немецкий гребец, золотой призёр летних Олимпийских игр 1976.
На Играх Люк входил в состав первой немецкой команды восьмёрок. В следующем году он стал чемпионом мира.